# Liste der Monuments historiques in Cirey-lès-Mareilles
Die Liste der Monuments historiques in Cirey-lès-Mareilles führt die Monuments historiques in der französischen Gemeinde Cirey-lès-Mareilles auf.

## Liste der Immobilien
| Bezeichnung        | Beschreibung                                                                   | Standort                           | Kennzeichnung | Schutzstatus | Datum | Bild |
| ------------------ | ------------------------------------------------------------------------------ | ---------------------------------- | ------------- | ------------ | ----- | ---- |
| Kirche St-Sulpice  | aus dem 12. Jahrhundert, mit der Eremitage aus dem 17. Jahrhundert             | Morteau, westlich des Ortes (Lage) | PA52000029    | Inscrit      | 2010  |      |
| Château de Morteau | festes Haus, 1599 fertiggestellt, im 18. Jahrhundert erweitert; mit Taubenturm | Morteau (Lage)                     | PA52000028    | Classé       | 2010  |      |

## Liste der Objekte
| Bezeichnung        | Beschreibung                        | Standort                                            | Kennzeichnung | Schutzstatus | Datum | Bild |
| ------------------ | ----------------------------------- | --------------------------------------------------- | ------------- | ------------ | ----- | ---- |
| Vier Altarleuchter | Metall, versilbert, 18. Jahrhundert | Cirey-lès-Mareilles, in der Kirche St-Martin (Lage) | PM52001733    | Inscrit      | 1984  |      |